# Perimys
Perimys és un gènere extint de mamífers rosegadors de la família dels neoepiblèmids que visqueren a Sud-amèrica durant el Miocè, fa entre 6,8 i 20,4 milions d'anys. Se n'han trobat restes fòssils a l'Argentina (Chubut, Entre Ríos, Neuquén i Santa Cruz) i Xile (Aysén i Magallanes). Les espècies d'aquest grup abastaven un ampli espectre de dimensions. Es poden diferenciar dels altres caviomorfs pel fet de tenir les dents postcanines de tipus euhipsodont i bilofodont.